# OIRE
Operator Informacji Rynku Energii (OIRE) to podmiot odpowiedzialny za wdrożenie, zarządzanie i administrowanie Centralnym Systemem Informacji Rynku Energii oraz przetwarzanie zgromadzonych w nim informacji na potrzeby realizacji procesów rynku energii elektrycznej. OIRE działa na podstawie ustawy z dnia 20 maja 2021 r. o zmianie ustawy - Prawo energetyczne oraz niektórych innych ustaw (Dz. U. z 2021 r. poz. 1093) oraz powiązanych z nią aktów wykonawczych (rozporządzeń). Rolę OIRE pełnią Polskie Sieci Elektroenergetyczne S.A.